# 宏善堂
宏善堂（或Klenteng Hong San Tang）是位于印度尼西亚泗水的一座华人庙宇。Sanggar Agung意为“大礼拜堂”。

## 历史
在1978年的中秋节，在离此地以南500米处建成了一座关公庙，此后，这座寺庙被迁移了3次；1999年，寺庙在现今的位置正式落成，并改名为“宏善堂”。